# Еквадор на Светском првенству у атлетици у дворани 2012.
Еквадор је трећи пут учествовао на Светском првенству у атлетици у дворани 2012. одржаном у Истанбулу од 9. до 11. марта. Репрезентацију Еквадора представљао је један такмичар, који је наступио у скоку увис.
Еквадор није освојио ниједну медаљу али је њихов такмичар постигао лични рекорд сезоне.

## Учесници
Мушкарци:
- Дијего Ферин — Скок увис

## Резултати

### Мушкарци
| Атлетичар    | Дисциплина | Лични рекорд | Квалификације | Квалификације | Финале               | Финале  | Детаљи |
| Атлетичар    | Дисциплина | Лични рекорд | Резултат      | Место         | Резултат             | Место   | Детаљи |
| ------------ | ---------- | ------------ | ------------- | ------------- | -------------------- | ------- | ------ |
| Дијего Ферин | Скок увис  | 2,25 НР      | 2,22 ЛРС      | 19            | Није се квалификовао | 19 / 19 |        |